# The International 2017
The International 2017 (англ. international — міжнародний) — турнір з гри Dota 2, організований компанією Valve, який всьоме підряд відбувся в Сіетлі в серпні 2017 року. Традиційно став найбільшим змаганням року з Dota 2.
Участь у турнірі брали як запрошені організаторами команди, так і колективи, які перемогли в міжнародних відбіркових турнірах. 
Відбіркові турніри розпочалися після закінчення The Kiev Major: відкриті кваліфікації було призначено на 22-25 червня, а регіональні кваліфікації — 26-29 червня. Вони визначали команди, які поїдуть в Сіетл для участі у фінальній частині змагання.

## Призовий фонд
Призовий фонд турніру безпосередньо залежав від кількості проданих ігрових предметів. Чверть суми, вирученої Valve від продажу так званих «бойових перепусток», надходила безпосередньо у призовий фонд. Станом на 1 липня 2017 року сума призових перевищувала 20 мільйонів доларів і продовжувала зростати; так, роком раніше призовий фонд також перевищував двадцять мільйонів доларів. Станом на 8 серпня 2017 року, коли до кінця краудфандингової кампанії залишалося 5 діб, сума призових перевищила 24 мільйони доларів Із цієї суми $10,521,771 піде переможцю, друге місце — $3,826,098 і тд. до $59,783 за 18-те місце і $100,000 за ALL-STAR GAME.

## Запрошені команди

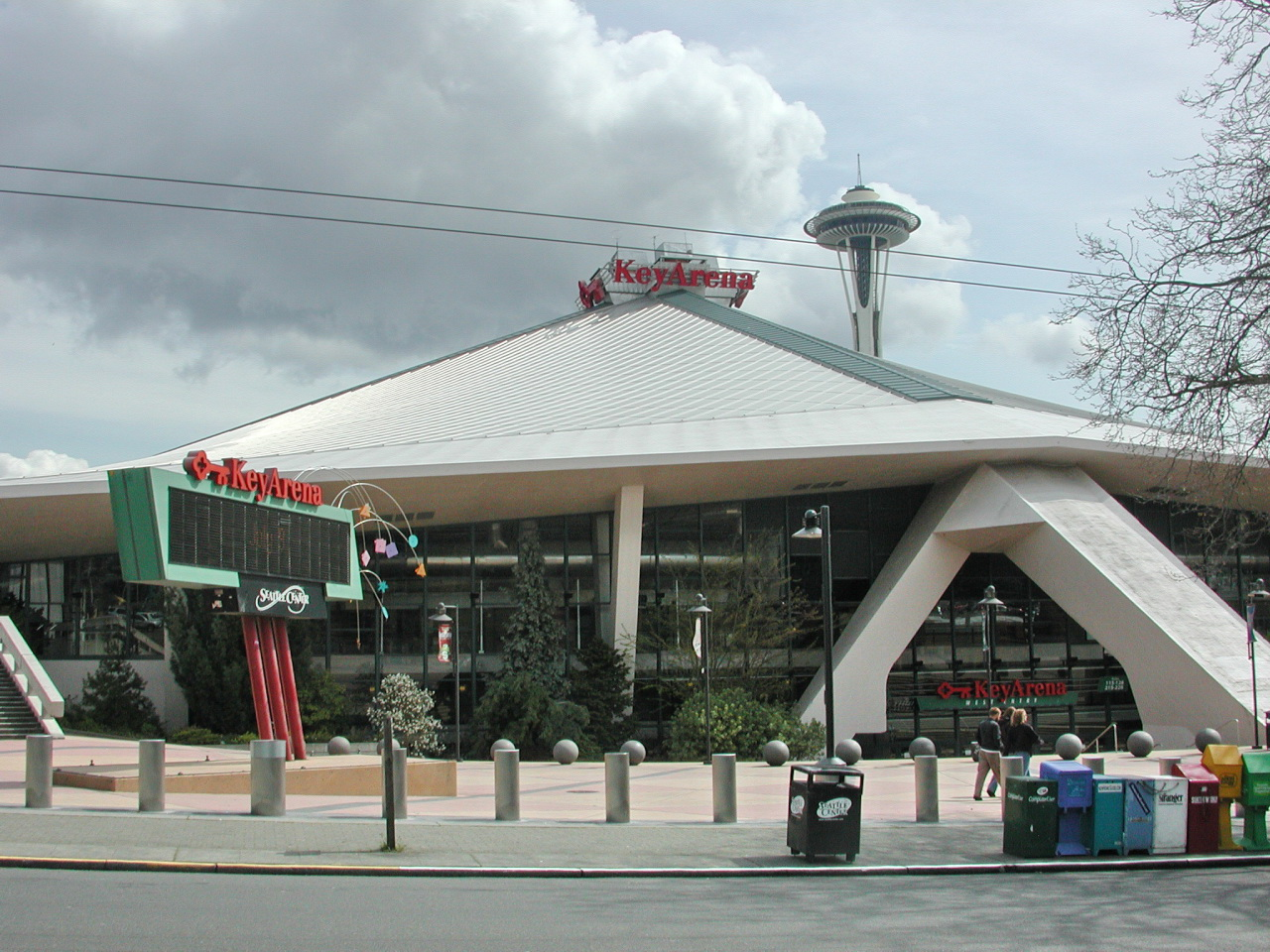
KeyArena в Сієтлі, місце проведення чемпіонату

19 червня, відразу після завершення останнього великого LAN-турніру перед The International, корпорація Valve опублікувала перелік запрошених команд. Прямі путівки для участі у фінальній стадії отримало шість колективів: OG, Virtus.pro, Evil Geniuses, Invictus Gaming, Newbee і Team Liquid. Решту вакантних місць (12) було розіграно в регіональних кваліфікаціях.

## Регіональні відбіркові
Відбіркові змагання відбувалися в шести регіонах. З Китаю та Південно-Східної Азії до фіналу турніру вийшло по три кращі команди, з Європи та Північної Америки — по дві, а СНД й Південну Америку було представлено однією командою від регіону.
Учасники закритих відбіркових:
| Китай             | ПД Азія       | СНД              | Європа           | Північна Америка             | Південна Америка |
| ----------------- | ------------- | ---------------- | ---------------- | ---------------------------- | ---------------- |
| IG Vitality       | TNC Pro Team  | Team Empire      | Team Secret      | Team NP                      | Infamous         |
| LGD.Forever Young | Fnatic        | Team Spirit      | Planet Dog       | Digital Chaos                | SG e-sports      |
| LGD Gaming        | Execration    | Vega Squadron    | Team Crescendo   | Complexity Gaming            | Elite Wolves     |
| Team VG.J         | Mineski       | M19              | Danish Bears     | Planet ODD                   | Midas Club Elite |
| Vici Gaming       | Team Faceless | Natus Vincere    | Mousesports      | Team Freedom                 | Team Unknown     |
| CDEC Gaming       | Clutch Gamers | Double DImension | PENTA Sports     | Red Team                     | Stars            |
| EHOME             | HappyFeet     | Comanche         | 4 Protect Five   | Wheel Whrack While Whistling | Anthrax          |
| EHOME.Keen        | Skatemasters  | Gambit ESports   | Team Singularity | Starboys                     | Union Gaming     |
| Team MAX          | Geek Fam      | Effect           | Alliance         | OverPower                    | Colombia DotA    |
| FTD Club A        | Moogle        | Cyber Anji       | Cool Beans       | Guess                        | Mad Kings        |

## Груповий етап
Участь у The International 2017 брало 18 команд. На груповому етапі колективи було розбито на дві групи, де вони зіграли один з одним серії матчів із двох карт. Груповий етап пройшов з 2 по 5 серпня. Найслабші команди з кожної групи залишили турнір, а решта шістнадцять виступали у фінальній частині.
| Місце | Команда       | І | В | Н | П | О  | Примітки                    |
| ----- | ------------- | - | - | - | - | -- | --------------------------- |
| 1     | Team Liquid   | 8 | 5 | 3 | 0 | 13 | Кваліфікація у верхню сітку |
| 2     | LGD Gaming    | 8 | 5 | 2 | 1 | 12 | Кваліфікація у верхню сітку |
| 3     | Evil Geniuses | 8 | 3 | 5 | 0 | 11 | Кваліфікація у верхню сітку |
| 4     | TnC Gaming    | 8 | 2 | 5 | 1 | 9  | Кваліфікація у верхню сітку |
| 5     | iG Vitality   | 8 | 1 | 5 | 2 | 7  | Кваліфікація у нижню сітку  |
| 6     | Team Secret   | 8 | 1 | 5 | 2 | 7  | Кваліфікація у нижню сітку  |
| 7     | Team Empire   | 8 | 1 | 4 | 3 | 6  | Кваліфікація у нижню сітку  |
| 8     | Infamous      | 8 | 1 | 3 | 4 | 5  | Кваліфікація у нижню сітку  |
| 9     | Fnatic        | 8 | 0 | 2 | 6 | 2  | Вибування з турніру         |

| Місце | Команда           | І | В | Н | П | О  | Примітки                    |
| ----- | ----------------- | - | - | - | - | -- | --------------------------- |
| 1     | LGD.Forever Young | 8 | 6 | 2 | 0 | 14 | Кваліфікація у верхню сітку |
| 2     | Newbee            | 8 | 4 | 3 | 1 | 11 | Кваліфікація у верхню сітку |
| 3     | Virtus.pro        | 8 | 3 | 4 | 1 | 10 | Кваліфікація у верхню сітку |
| 4     | Invictus Gaming   | 8 | 3 | 4 | 1 | 10 | Кваліфікація у верхню сітку |
| 5     | OG                | 8 | 2 | 5 | 1 | 9  | Кваліфікація у нижню сітку  |
| 6     | Digital Chaos     | 8 | 2 | 2 | 4 | 6  | Кваліфікація у нижню сітку  |
| 7     | Cloud9            | 8 | 2 | 2 | 4 | 6  | Кваліфікація у нижню сітку  |
| 8     | Execration        | 8 | 0 | 5 | 3 | 5  | Кваліфікація у нижню сітку  |
| 9     | HellRaisers       | 8 | 0 | 1 | 7 | 1  | Вибування з турніру         |

## Фінальна частина
4 кращих команди з кожної групи потрапили у верхню групу, 5-8 місця — у нижню.
Подальші змагання відбувалися за системою play-off double elimination: команди верхньої групи після поразки переходили до другої групи й продовжували змагання там; команди нижньої групи після поразки вибували.
У фінальному матчі зустрічалися переможці обох груп.

## Результати
| Місце | Команда           | Призові     |
| ----- | ----------------- | ----------- |
| 1     | Team Liquid       | $10 824 322 |
| 2     | Newbee            | $3 936 117  |
| 3     | LGD.Forever Young | $2 583 077  |
| 4     | LGD Gaming        | $1 722 051  |
| 5‒6   | Invictus Gaming   | $1 107 033  |
| 5‒6   | Virtus.pro        | $1 107 033  |
| 7‒8   | OG                | $615 018    |
| 7‒8   | Team Empire       | $615 018    |
| 9‒12  | Digital Chaos     | $369 011    |
| 9‒12  | Evil Geniuses     | $369 011    |
| 9‒12  | Team Secret       | $369 011    |
| 9‒12  | TNC Pro Team      | $369 011    |
| 13-16 | Cloud9            | $123 004    |
| 13-16 | Execration        | $123 004    |
| 13-16 | iG Vitality       | $123 004    |
| 13-16 | Infamous Gaming   | $123 004    |
| 17-18 | Fnatic            | $61 502     |
| 17-18 | HellRaisers       | $61 502     |

### All-stars матч
All-stars матч пройшов 10 серпня. Перемогу здобули Сили Світла. Команда переможців отримала $100 000.
| Сили Світла | Сили Світла     | Сили Світла | Сили Темряви | Сили Темряви  | Сили Темряви |
| ----------- | --------------- | ----------- | ------------ | ------------- | ------------ |
| RAMZES666   | Virtus.pro      | 1           | N0tail       | OG            | 0            |
| SumaiL      | Evil Geniuses   | 1           | Miracle~     | Team Liquid   | 0            |
| s4          | OG              | 1           | Universe     | Evil Geniuses | 0            |
| BoBoKa      | Invictus Gaming | 1           | Kaka         | Newbee        | 0            |
| KuroKy      | Team Liquid     | 1           | Solo         | Virtus.pro    | 0            |